# Флоренс Геджес
Фло́ренс Ге́джес (англ. Florence Hedges; 23 серпня 1878 — 17 грудня 1956) — перша американська вчена-фітопатолог та ботанік у Бюро рослинної промисловості Міністерства сільського господарства США.

## Біографія
Геджес народилася у Лансингу. У 1901 році вона закінчила навчання в Університеті Мічигану. Значна частина її роботи стосувалася дослідження захворювань рослин, спричинених бактеріями.
Флоренс Геджес була однією з перших вчених-ботаніків, хто спрямував зусилля на вивчення серйозних захворювань сільськогосподарських культур. У 1920 році вона контролювала вирощування рослин у Арлінгтоні, де велика кількість хворих рослин загинули на стадії розсади. Оглянувши рослини у Південній Дакоті та експериментальні посадки у Вірджинії, вона виявила грам-негативні бактерії, які постійно колонізували судинну систему хворих, в'ялих рослин. Ці результати фактично підтвердили бактеріальне в'янення Bacterium solanacearum, грамнегативний організм (тепер відомий як Ralstonia solanacearum).
У 1896 році разом із Ервіном Фрінком Смітом вона переклала біографію Луї Пастера Еміля Дюкло.
Флоренс Геджес померла у Сан-Франциско 17 грудня 1956 року.